# Мондо
Мондо (на японски: 問答, Мондо: „въпроси и отговори“; на китайски: wèn-dá) са записана колекция от диалози между ученик и роши (дзенбудистки учител). Ценностите в дзен традицията насочват преживяването и комуникацията отвъд написаното. Някои учители отиват по-далеч като съветват учениците си да скъсат ръкописа. Понякога мондото служи като пътеводител за метода на инструкция.
Един пример за небудистко мондо е Sokuratesu-no-mondō (Сокуратешу-но-мондо), японски превод на "Сократичния метод", където Сократ задава въпроси на учениците си, за да извлече вътрешно присъщата истина от предположените факти.